# ورلینقم
ورلینقم (به فرانسوی: Verlinghem) یک کمون در فرانسه است که در نور-پا-دو-کاله واقع شده‌است.

## خصوصیات
ورلینقم ۱۰٫۰۸ کیلومترمربع مساحت و ۲٬۳۷۷ نفر جمعیت دارد و ۲۹ متر بالاتر از سطح دریا واقع شده‌است.